# ベトナム語-ラテン語-ポルトガル語辞典
『ベトナム語-ラテン語-ポルトガル語辞典』（ベトナムご-ラテンご-ポルトガルごじてん、ラテン語による原題: Dictionarium Annamiticum Lusitanum et Latinum、ベトナム語: Từ điển Việt-Bồ-La）は、ベトナム語（クオック・グー表記）・ポルトガル語・ラテン語の3か国語で書かれた辞典である。1651年にローマの福音宣教省で刊行され、編纂者はイエズス会のアレクサンドル・ドゥ・ロードである。 
ロードが本書を編纂する以前の伝統的なベトナム語辞典は、中国の漢字とベトナム語のチュノムの対応を表記しているのが一般的であった。17世紀に入ると、西洋の宣教師らはキリスト教の布教を容易にするためにベトナム語のラテン文字化を画策し始め、その成果が本書の刊行として形になった。本書は、8000語のベトナム語の語彙を収録し、それらにはポルトガル語とラテン語で注釈がつけられている。 
本書の出版は、Gaspar do Amaral 編纂の越葡辞書とAntónio Barbosa 編纂の葡越辞書という、先に出版されつつも現存しない2つの辞書に触発された。また、本書には、ベトナム語文法の概要と当時のベトナム語発音辞書には、ベトナム語の文法（ Brevis Declaratio ）の要約と、当時のベトナム語の発音表も掲載されていた。 
本書によって、クオック・グーというベトナム語のアルファベット表記が確立された。クオック・グーは後にも複数の宣教師により改良が重ねられ、最終的にはベトナム語の公式な表記体系となった。 
しかしながら、本書の出版以降も、ベトナムにおけるキリスト教関連出版物はラテン語か旧来のチュノム表記がより多く用いられ、約200年後にフランスが侵攻し、フランス領インドシナが建設されるまでクオック・グーはベトナム語の有力な表記法の座を勝ち取るには至らなかった。 